# Cleveland Park (Metro de Washington)
Cleveland Park es una estación subterránea en la línea Roja del Metro de Washington, administrada por la Autoridad de Tránsito del Área Metropolitana de Washington. La estación se encuentra localizada en 3599 Connecticut Avenue NW en Washington D. C.. La estación Cleveland Park fue inaugurada el 5 de diciembre de 1981. 

## Descripción
La estación Cleveland Park cuenta con 1 plataforma central. La estación también cuenta con 0 de espacios de aparcamiento y 16 espacios para bicicletas con 12 casilleros.

## Conexiones
La estación cuenta con las siguientes conexiones de autobuses: 
- Rutas del MetroBus